# Bernhard Schir
Bernhard Schir (* 24. Jänner 1963 in Innsbruck) ist ein österreichischer Schauspieler.

## Leben
Bernhard Schir absolvierte seine Schauspielausbildung von 1984 bis 1987	am Max Reinhardt Seminar. Zwischen 1992 und 1995 verkörperte er zahlreiche Hauptrollen am Wiener Theater in der Josefstadt. Seit Anfang der 1990er Jahre arbeitet Bernhard Schir häufig für das österreichische und deutsche Fernsehen.
1996 übernahm Schir die Titelrolle in der Arzt-Serie OP ruft Dr. Bruckner. Weitere Fernsehrollen hatte er in Herzflimmern, Im Schatten des Führers, Denninger, Der Kranichmann und Der Verehrer.
2004 spielte er die Hauptrolle in der Komödie Ein Zwilling ist nicht genug neben Ann-Kathrin Kramer. Von Herbst 2004 bis 2006 war er neben Sophie Schütt und Jochen Horst in der Sat.1-Serie Typisch Sophie zu sehen. 2011 spielte er in der Romantic-Comedy Achtung Arzt! wieder wie 1996 einen Arzt. Von 2014 bis 2022 wirkte er in der österreichischen Fernsehserie Vorstadtweiber in einer der Hauptrollen als Hadrian „Hadi“ Melzer mit.
2007 wurde Schir in der Kategorie „Bester Schauspieler“ mit dem Nestroy-Theaterpreis ausgezeichnet. 2025 wurde ihm der Berufstitel Kammerschauspieler verliehen.
Schir war bis 2008 mit der Schauspielerin Suzan Anbeh liiert, mit der er einen Sohn hat. Schir lebt in Berlin.

## Filmografie (Auswahl)
- 1986: Tatort: Der Tod des Tänzers (Fernsehreihe)
- 1990: Verkaufte Heimat: Komplott
- 1994: Im Schatten des Führers
- 1994: Polizeiruf 110: Lauf, Anna, lauf! (Fernsehreihe)
- 1996–2001: OP ruft Dr. Bruckner (Fernsehserie)
- 1998: Herzflimmern (Fernsehfilm)
- 1998: Der letzte Zeuge 5. Episode (Fernsehserie)
- 2000: Wir bleiben zusammen
- 2001: Tatort: Böses Blut
- 2001: Ein starkes Team: Verraten und verkauft (Fernsehfilm)
- 2001: Denninger – Der Mallorcakrimi – Der Tod des Paparazzo (Fernsehreihe)
- 2001: Denninger – Der Mann mit den zwei Gesichtern (Fernsehreihe)
- 2003: Eine Liebe in Afrika
- 2004: Bella Block: Hinter den Spiegeln
- 2004: Ein Baby zum Verlieben (Fernsehfilm)
- 2004: Ein Zwilling ist nicht genug (Fernsehfilm)
- 2004: Der Alte – Episode 299: Tod im Morgengrauen
- 2006: Unter weißen Segeln – Träume am Horizont
- 2006: Am Ende des Schweigens
- 2007: Drei teuflisch starke Frauen – Eine für alle (Fernsehfilm)
- 2008: Der Nikolaus im Haus (Fernsehfilm)
- 2008: Lilly Schönauer – Und dann war es Liebe (Fernsehfilm)
- 2008: Mord in bester Gesellschaft – Der Tote im Elchwald (Fernsehreihe)
- 2008: Bis dass der Tod uns scheidet (Fernsehfilm)
- 2010: Ich trag dich bis ans Ende der Welt (Fernsehfilm)
- 2010: Vom Ende der Liebe (Fernsehfilm)
- 2010: Die Zeit der Kraniche (Fernsehfilm)
- 2010: Meine Tochter nicht (Fernsehfilm)
- 2011: Achtung Arzt! (Fernsehfilm)
- 2011: Nina Undercover – Agentin mit Kids (Fernsehfilm)
- 2011: Die Löwin (Fernsehfilm)
- 2011: Das Wunder von Kärnten (Fernsehfilm)
- 2011: Nur der Berg kennt die Wahrheit (Fernsehfilm)
- 2011: Die Schatten, die dich holen (Fernsehfilm)
- 2011: Tatort: Ausgelöscht
- 2012: SOKO Wien – Borderline (Fernsehserie)
- 2012: Das verlorene Labyrinth (Labyrinth, Fernsehfilm)
- 2012: Jeder Tag zählt
- 2012: Mein verrücktes Jahr in Bangkok
- 2012: Spuren des Bösen – Racheengel (Fernsehreihe)
- 2012: Tatort: Wegwerfmädchen
- 2012: Tatort: Das goldene Band
- 2012: Wilsberg – Halbstark (Fernsehreihe)
- 2013: SOKO Köln – Der Kinderzimmermillionär (Fernsehserie)
- 2013: Tatort: Die Wahrheit stirbt zuerst
- 2011: Rindvieh à la Carte
- 2013: Ein Sommer in Portugal
- 2013: Tür an Tür
- 2013–2015: Die Chefin (Fernsehserie)
- 2014: Die Freischwimmerin
- 2014–2022: Vorstadtweiber (Fernsehserie)
- 2015: Polizeiruf 110: Ikarus
- 2015: Ein starkes Team – Tödliches Vermächtnis
- 2016: Familie! (Fernsehfilm)
- 2016: Das Sacher
- 2017: SOKO Donau – Über den Dächern von Linz
- 2017: Stadtkomödie – Die Notlüge
- 2017: Lobbyistin (Fernsehserie)
- 2017: Wilsberg – Alle Jahre wieder (Fernsehserie)
- 2018: Unter anderen Umständen – Das Geheimnis der Schwestern
- 2019: Der Schneegänger (Fernsehfilm)
- 2020: München Mord: Was vom Leben übrig bleibt
- 2020: Die Getriebenen
- 2021: Nachtschicht – Blut und Eisen (Fernsehreihe)
- 2021: Vienna Blood – Die schwarze Feder (Fernsehreihe)
- 2022: Der Kommissar und der See – Liebeswahn (Fernsehreihe)
- 2023: Polizeiruf 110: Der Gott des Bankrotts
- 2023: Landkrimi – Der Tote in der Schlucht (Fernsehreihe)
- 2023: Die Heiland – Wir sind Anwalt (Fernsehserie, Folge Nichts als die Wahrheit)